# Сильвестри, Пьетро де
Пьетро де Сильвестри (итал. Pietro de Silvestri; 13 февраля 1803, Ровиго, Габсбургская монархия — 19 ноября 1875, Рим, королевство Италия) — итальянский куриальный кардинал, доктор обоих прав. Про-декан Трибунала Священной Римской Роты с 14 ноября 1851 по 26 апреля 1853. Декан Трибунала Священной Римской Роты с 26 апреля 1853 по 15 марта 1858.  Камерленго Священной Коллегии Кардиналов с 21 марта 1870 по август 1871. Кардинал-дьякон с 15 марта 1858, с титулярной диаконией Санти-Косма-э-Дамиано с 18 марта 1858 по 27 сентября 1861. Кардинал-священник с титулом церкви Сан-Марко с 27 сентября 1861.

## Источник
- Информация  (англ.)